# 여천시장
여천시장은 전라남도 여천시의 시장이다. 과거 대한민국에 존재했던 기초자치단체장이다. 1998년 여천시와 여천군 지역이 여수시로 통합되면서 폐지되었다.

## 역대 여천시장
| 선출 방식 | 대수 | 이름   | 임기                     |
| --------- | ---- | ------ | ------------------------ |
| 관선      | 1대  | 임정섭 | 1986년 1월 ~ 1988년 6월  |
| 관선      | 2대  | 류수택 | 1988년 6월 ~ 1988년 12월 |
| 관선      | 3대  | 이만의 | 1989년 1월 ~ 1991년 1월  |
| 관선      | 4대  | 박정웅 | 1991년 1월 ~ 1992년 11월 |
| 관선      | 5대  | 류상철 | 1992년 11월 ~ 1994년 5월 |
| 관선      | 6대  | 이종무 | 1994년 5월 ~ 1995년 6월  |
| 민선      | 7대  | 정채호 | 1995년 7월 ~ 1998년 3월  |

## 같이 보기
- 여천시
- 여천시장 선거
- 여천군수
- 여수시장